# Mesochorus annulatus
Mesochorus annulatus là một loài tò vò trong họ Ichneumonidae.